# Impact Hall of Fame

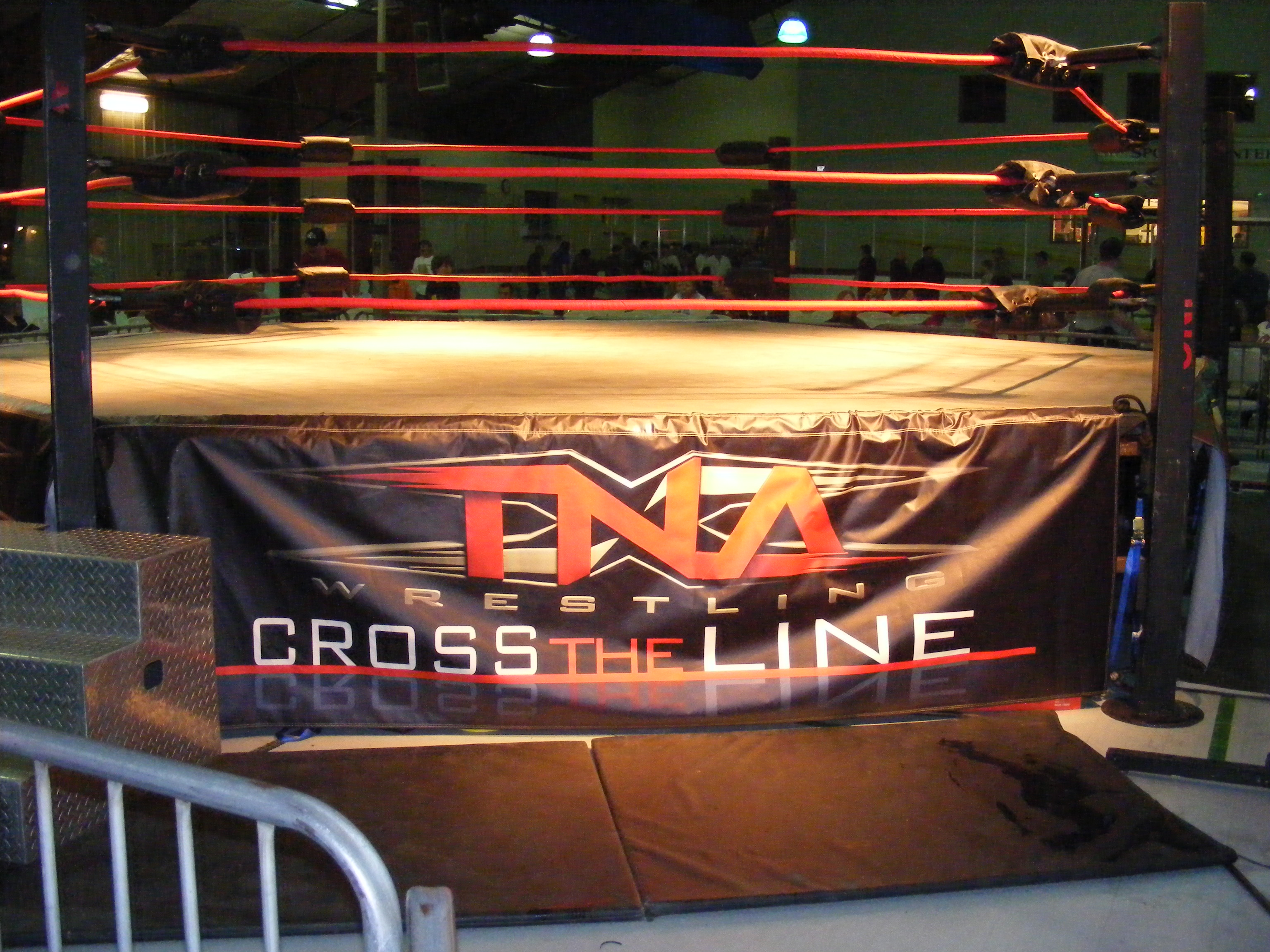

De Impact Hall of Fame (gestileerd als IMPACT Hall of Fame) is een eregalerij die professionele worstelaars en worstelende persoonlijkheden eert, opgericht en onderhouden door de Amerikaanse worselorganisatie Impact Wrestling. In 2012 werd het geïntroduceerd als TNA Hall of Fame. In 2017 werd de naam gewijzigd naar Impact Hall of Fame nadat Total Nonstop Action Wrestling (TNA) de naam had gewijzigd naar Impact Wrestling. De worstelaars of persoonlijkheden worden meestal opgenomen aan beide Slammiversary (een jaarlijks PPV) of Impact Wrestling en de ceremonie vindt plaats op Bound for Glory met een toespraak. 
Vanaf 2020 zijn er in totaal 9 personen geïntroduceerd in de Hall of Fame, 7 individueel,1 tag team. Ook is er 1 scheidsrechter geïntroduceerd in de Hall of Fame.

## Geschiedenis
De Hall of Fame werd officieel opgericht op 31 mei 2012 op een aflevering van het toenmalige TNA's belangrijkste televisieprogramma Impact Wrestling. Zoals uitgelegd door TNA-president Dixie Carter-Salinas in het officiële persbericht, werd de Hall of Fame opgericht als onderdeel van de viering van het 10-jarig jubileum van TNA en als een manier om degenen te eren die hebben bijgedragen aan de geschiedenis van TNA. Bij het evenement Slammiversary op 10 juni 2012 werd Sting de eerste worstelaar die werd opgenomen in de Hall of Fame.
In 2015 werden er echter twee opgenomen in de Hall of Fame: Jeff Jarrett, die geen ceremonie had vanwege zijn acties bij het bedrijf die leidden tot een Lethal Lockdown wedstrijd om hem en zijn aandelen af te zetten, terwijl Earl Hebner werd ingewijd op een live evenement.

## Hall of Fame

### 2012
| Ringnaam (Geboortenaam) | Opmerkingen |
| ----------------------- | --- |
| Sting (Steve Borden)    | 1x NWA World Heavyweight Champion, 4x TNA World Heavyweight Champion, 1x TNA World Tag Team Champion en 2x Impact Wrestling General Manager. |

### 2013
| Ringnaam (Geboortenaam) | Opmerkingen                                                                                     |
| ----------------------- | ----------------------------------------------------------------------------------------------- |
| Kurt Angle              | 5x TNA World Heavyweight Champion, 2x TNA World Tag Team Champion en 1x TNA X Division Champion |

### 2014
| Ringnaam (Geboortenaam) | Opmerkingen |
| ----------------------- | --- |
| Team 3D                 | 1-voudig NWA World Tag Team Champions, 2-voudig TNA World Tag Team Champions, 2-voudig IWGP Tag Team Champions en volgens Impact Wrestling winnaar van in totaal 23 World Tag Team-kampioenschappen in het professioneel worstelen. |

### 2015
| Ringnaam (Geboortenaam)        | Opmerkingen |
| ------------------------------ | --- |
| Jeff Jarrett (Jeffery Jarrett) | Mede oprichter van TNA, 1-voudig AAA World Heavyweight Championship, 6-voudig NWA World Heavyweight Championship, 1-voudig TNA King of the Mountain Champion, 3-voudig King of the Mountain-winnaar (2004, 2006, 2015). |
| Earl Hebner                    | scheidsrechter sinds 2006. |

### 2016
| Ringnaam (Geboortenaam) | Opmerkingen |
| ----------------------- | --- |
| Gail Kim                | 7-voudig TNA Knockouts Champion, 1-voudig TNA Knockouts Tag Team Champion en Queen of the Knockouts winnaar (2013) |

### 2018
| Ringnaam (Geboortenaam)   | Opmerkingen |
| ------------------------- | --- |
| Abyss (Christopher Parks) | 1-voudig NWA World Heavyweight Champion, 2-voudig TNA Television Champion, 1-voudig TNA X Division Champion, 2-voudig TNA World Tag Team Champion, 1-voudig NWA World Tag Team Championship en Fight for the Right toernooi (2006) |

### 2020
| Ringnaam (Geboortenaam)         | Opmerkingen                                                                                     |
| ------------------------------- | ----------------------------------------------------------------------------------------------- |
| Ken Shamrock (Kenneth Shamrock) | 1-voudig NWA World Heavyweight Championship. Allereerste wereldkampioen in de TNA-geschiedenis. |

## Ceremoniedata en -locaties
| Datum           | Stad                  | Locatie                             | Evenement                    |
| --------------- | --------------------- | ----------------------------------- | ---------------------------- |
| 13 oktober 2012 | Phoenix, Arizona      | Pointe Hilton Tapatio Cliffs Resort | Bound for Glory              |
| 19 oktober 2012 | San Diego, Californië | San Diego Marriott Mission Valley   | Bound for Glory              |
| 11 oktober 2014 | Tokio, Japan          | Korakuen Hall                       | Bound for Glory              |
| 27 juni 2015    | Orlando, Florida      | Universal Studios                   | Impact Wrestling             |
| 3 oktober 2015  | Salem, Virginia       | Salem Civic Center                  | Road to Bound for Glory Tour |
| 2 oktober 2015  | Orlando, Florida      | Universal Studios                   | Bound for Glory              |
| 13 oktober 2018 | Manhattan, New York   | McHale's Pub                        | Bound for Glory              |
| 24 oktober 2020 | Nashville, Tennessee  | Skyway Studios                      | LIVE Countdown to Glory      |